# Разом з Дідлами
Разом з Дідлами — комедійний фільм 1998 року.

## Синопсис
День 18-річчя став переломним для близнюків Дідлів — їх виключили зі школи. У покарання багатий татко відправляє своїх диваків Стью і Філа на перевиховання в «Табір зломленого духу». Але цьому не судилося збутися: незнищенне роздовбайство заносить братів до Ренджерів, де, зустрівши гідного супротивника - Френка Слейтера, вони продовжують сіяти паніку і нести руйнування, але тепер уже на чужій землі.

## У ролях
- Пол Вокер — Філ Дідлі
- Стів Ван Вормер — Стю Дідлі
- Денніс Гоппер — Френк Слейтер
- Ана Ґастеєр — Мел
- Роберт Інґлунд — Немо
- Ерік Браден — Елтон Дідлі